# Juan de Liermo Hermosa
Juan de Liermo Hermosa (San Martín de Liermo, 1522 – Santiago di Compostela, 26 luglio 1582) è stato un arcivescovo cattolico spagnolo.

## Biografia
Papa Gregorio XIII lo nominò Vescovo di Mondoñedo il 4 giugno 1574, e Arcivescovo di Santiago di Compostela l'8 gennaio 1582.
Nelle due diocesi convocò i due rispettivi capitoli, promulgando le costituzioni sinodali e gli statuti delle due Chiese.
Insediatosi nella diocesi di Santiago il 14 aprile 1852, si spense pochi mesi dopo, il 26 luglio.